# Кисты

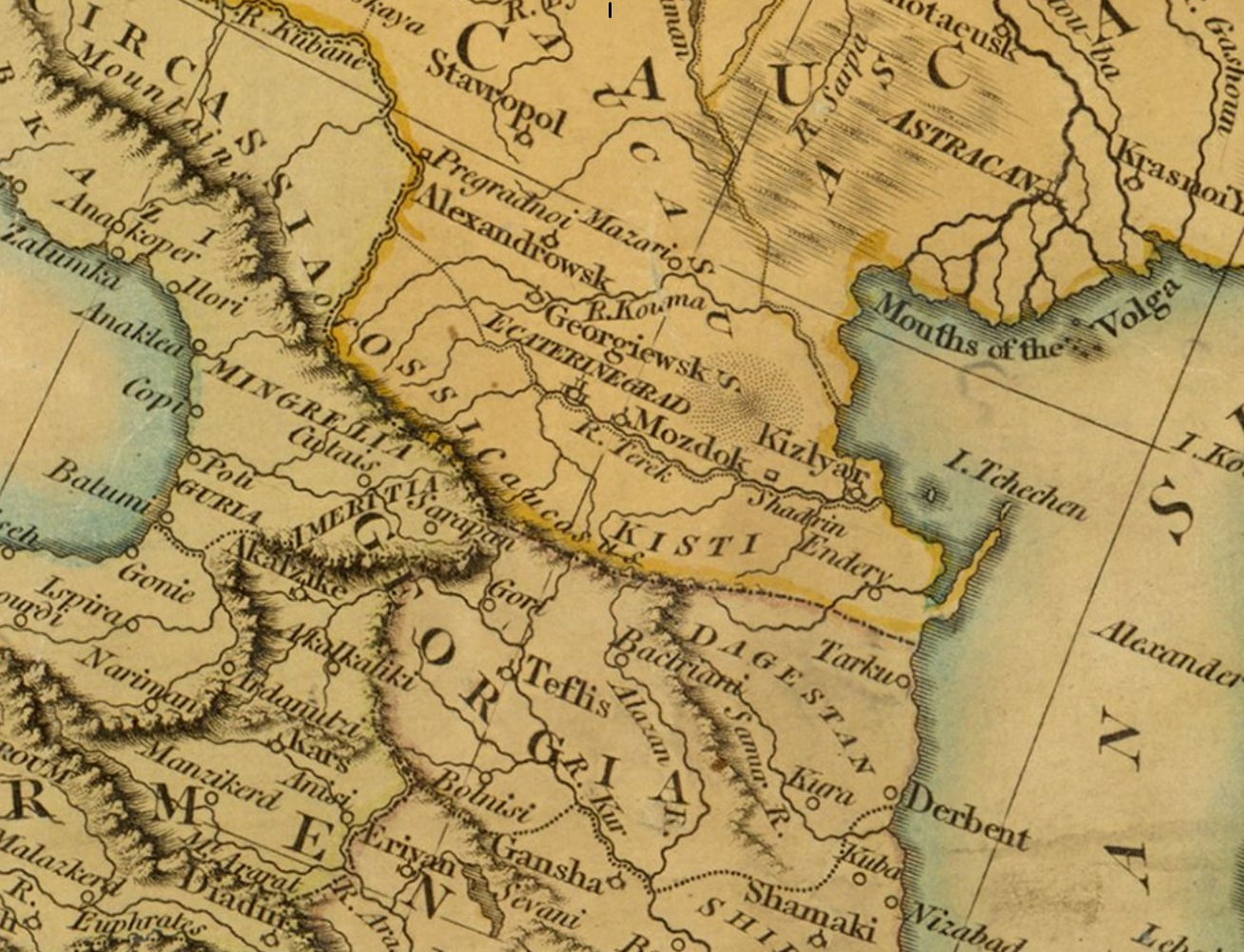
Кисты на карте 1789 года

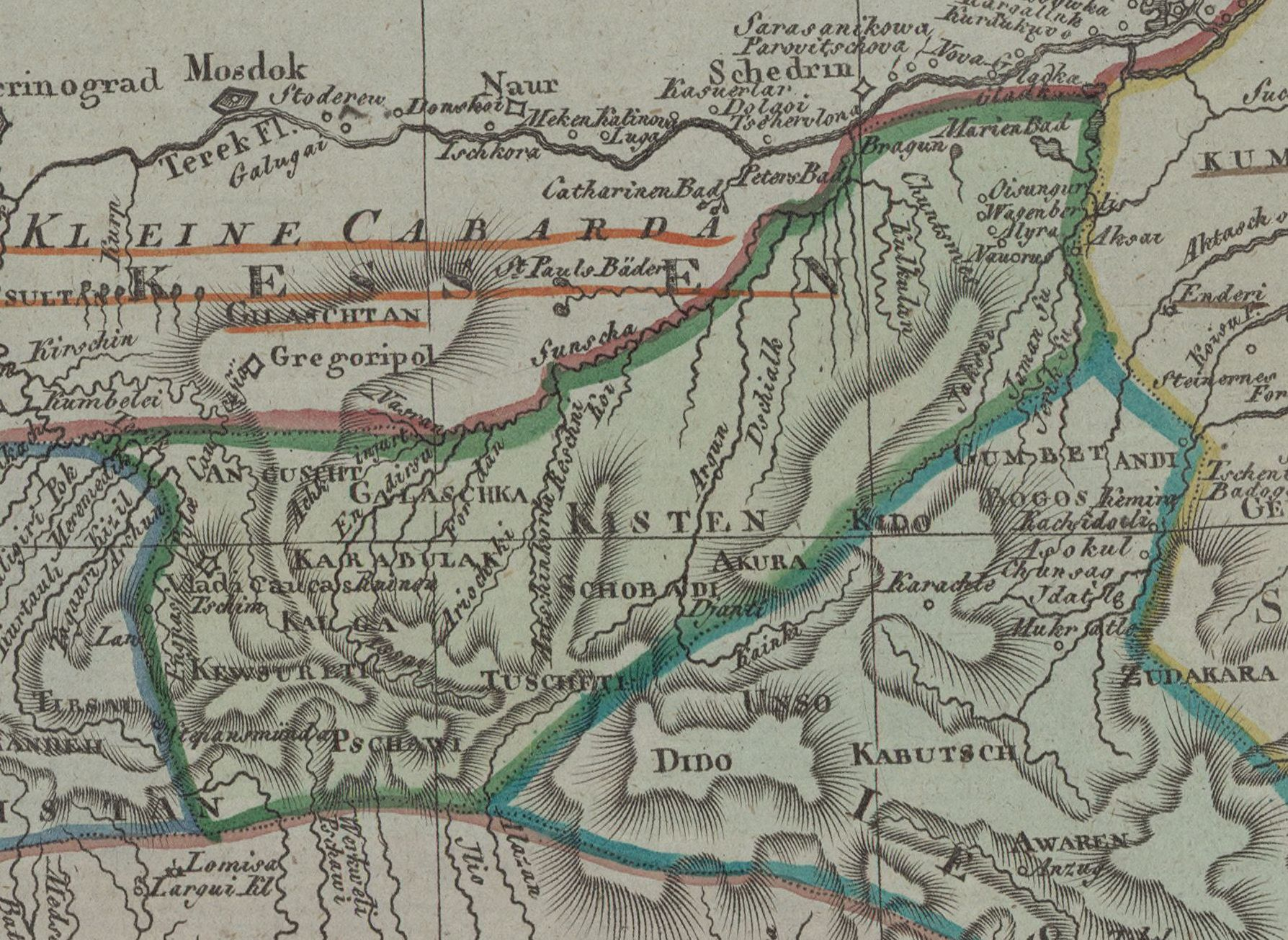
Кистины на карте 1804 года

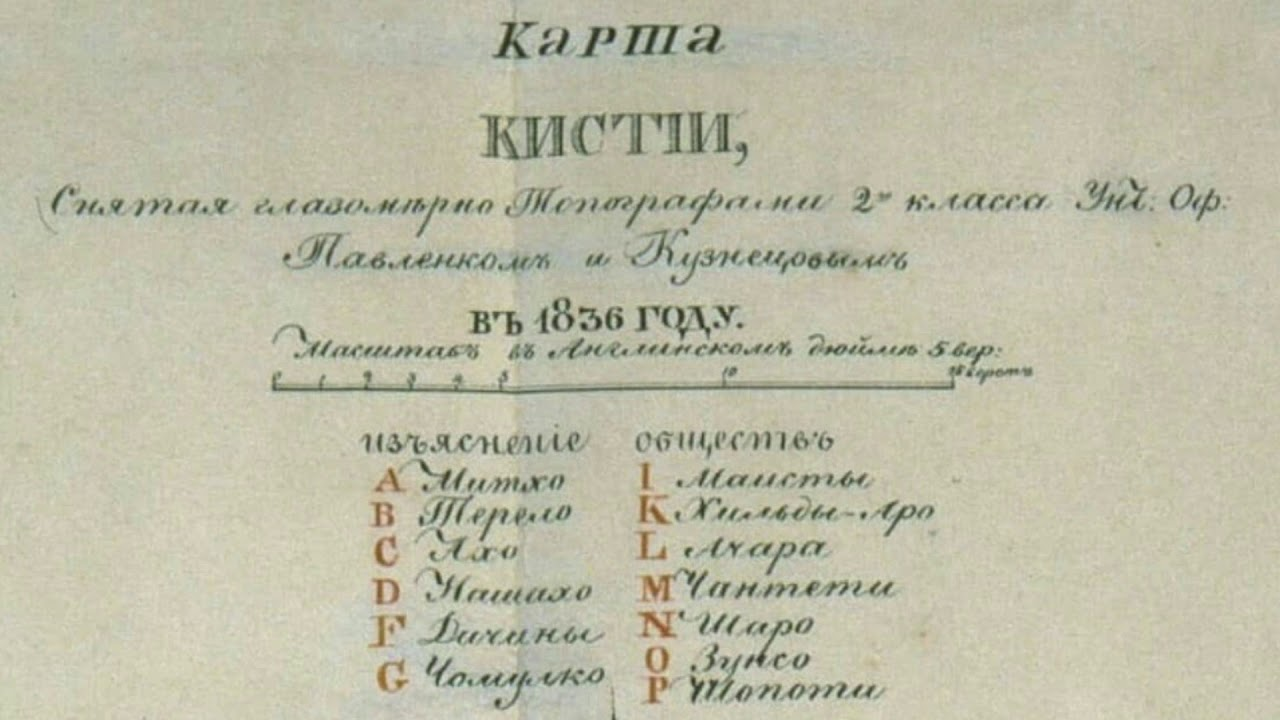
Карта Кистии. 1836 год

Кистины, кисты (чечен. кистӀий, ингуш. кистий) — устаревший экзоэтноним нахских народов. Позже под которым обозначались локальные общества, территориально разделенных условно на дальних кистин (чеченцы) и ближних кистин (ингуши). В современности название за собой сохранили чеченцы-кистинцы, компактно проживающие в Панкисском ущелье Кахетинской области Грузии. В современной вайнахской этнонимии термин «кисты» отсутствует; он известен только некоторым чеченцам как общее грузинское наименование вайнахов.
Устаревшие значения:
1. Собирательное наименование для всех нахских народов, использовавшееся грузинами (в особенности пшавами и хевсурами) в недавнем прошлом.
2. Собирательное наименование для всех нахских народов, использовавшееся некоторыми писателями и исследователями Кавказа (И. А. Гюльденштедт, С. М. Броневский, П. П. Зубов) в XVIII—XIX веках.

## История

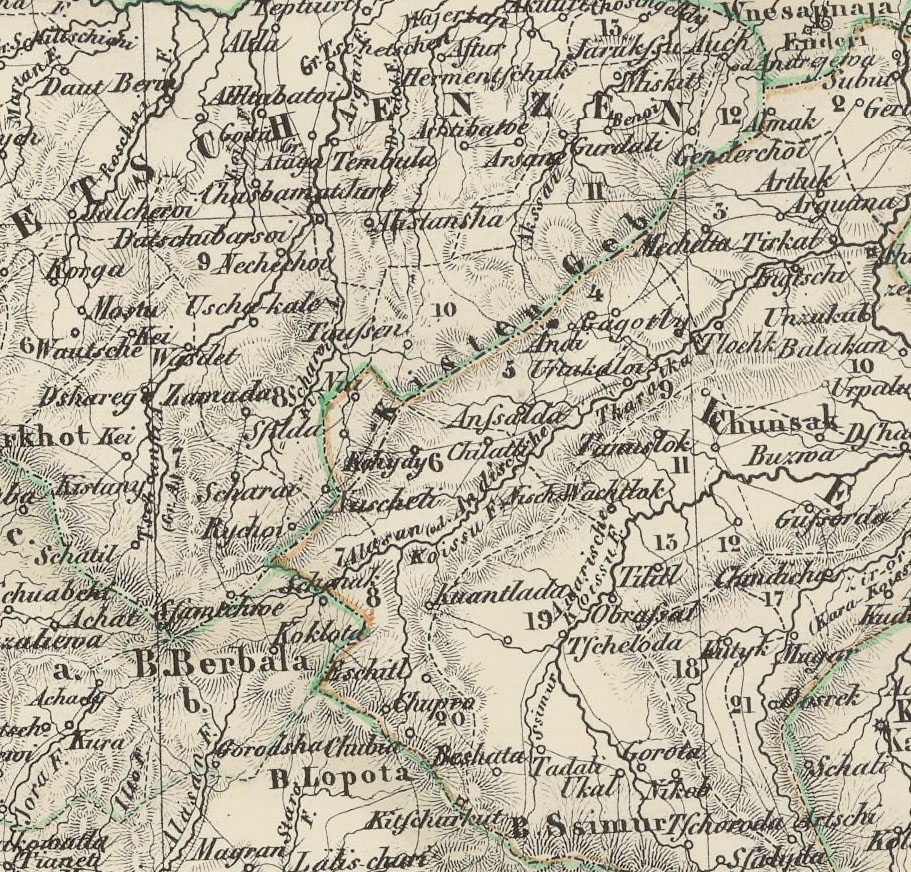
На карте Мальмана 1846 года хребет отмечен как Kisten Geb (Кистинский хребет).

Одно из наиболее ранних упоминаний о народе «кусты» («кистк») датируется V веком в «Армянской географии» Моисея Хоренского. Данное население С. Т. Еремян локализовал в верховьях реки Аргун, а Б. К. Далгат — в районе реки  Армхи. Древние и средневековые источники локализуют кистов, кроме ущелья реки Армхи, также в ущелье реки Ахкарахи - правых притоков реки Терек. В грузинской хронике XIII века кистины упоминаются в числе имён 77 народов и достоверно сопоставляются с чеченцами и ингушами.
В русских источниках XVIII в. этноним «кисты» распространяется на всех нахов (И. Гюльденштедт). В западноевропейской литературе XVIII столетия «кистинами» называют преимущественно ингушей. В источниках XIX в. уже упоминаются «дальние кистины» и «ближние кистины». Под ближними подразумеваются жители ущелья р. Армхи — ингушские общества, а под дальними — жители верховьев р. Аргун, то есть чеченцы. В 1920-е годы кистами ошибочно называли ингушей. По-грузински так называют чеченцев и кистин, живущих в Грузии. С нахскими народами данный этноним позже сопоставляли также Ю. С. Гаглоев, Р. Л. Харадзе, А. И. Робакидзе и другие кавказоведы и исследователи.

### Гипотеза возникновения
Когда грузинские, а вслед за ними российские и западноевропейские авторы при описании народов Кавказа употребляли название «кистинцы», «кистины», «кисты», то зачастую это название применяется как к чеченцам, так и ингушам. Проясняя этот вопрос, грузинский ученый А. И. Шавхелишвили отмечал, что кистинцами называли представителей граничещего с Кахетией чеченского общества Кий. По словам ученого — хевсур, отправляясь в Кий, говорил, что он идет в Кийста. Возможно, этот термин в прошлом был известен и самим чеченцам. Например, в Харачоевском ущелье находится гора Кисти-Басо. На чеченском языке проживающих на окраине в прошлом называли «кие йистера», «кие йистой», это в последующем трансформировалось в «кисти». С. М. Броневский, главным образом на основании данных И. А. Гюльденштедта сообщил, что «кисты сами себя называют попеременно кисты, галга, ингуши и одно название вместо другого употребляют», указывая на распространённость термина в ингушской среде.
Грузинский царевич Вахушти Багратиони считал кистов выходцами из Джейраха. Согласно Евгению Крупнову, древнее местообитание кистов является река Армхи в горной Ингушетии, известной в грузинских источниках как «Кистетис-Цхали» и «Кистинка» в русских источниках.

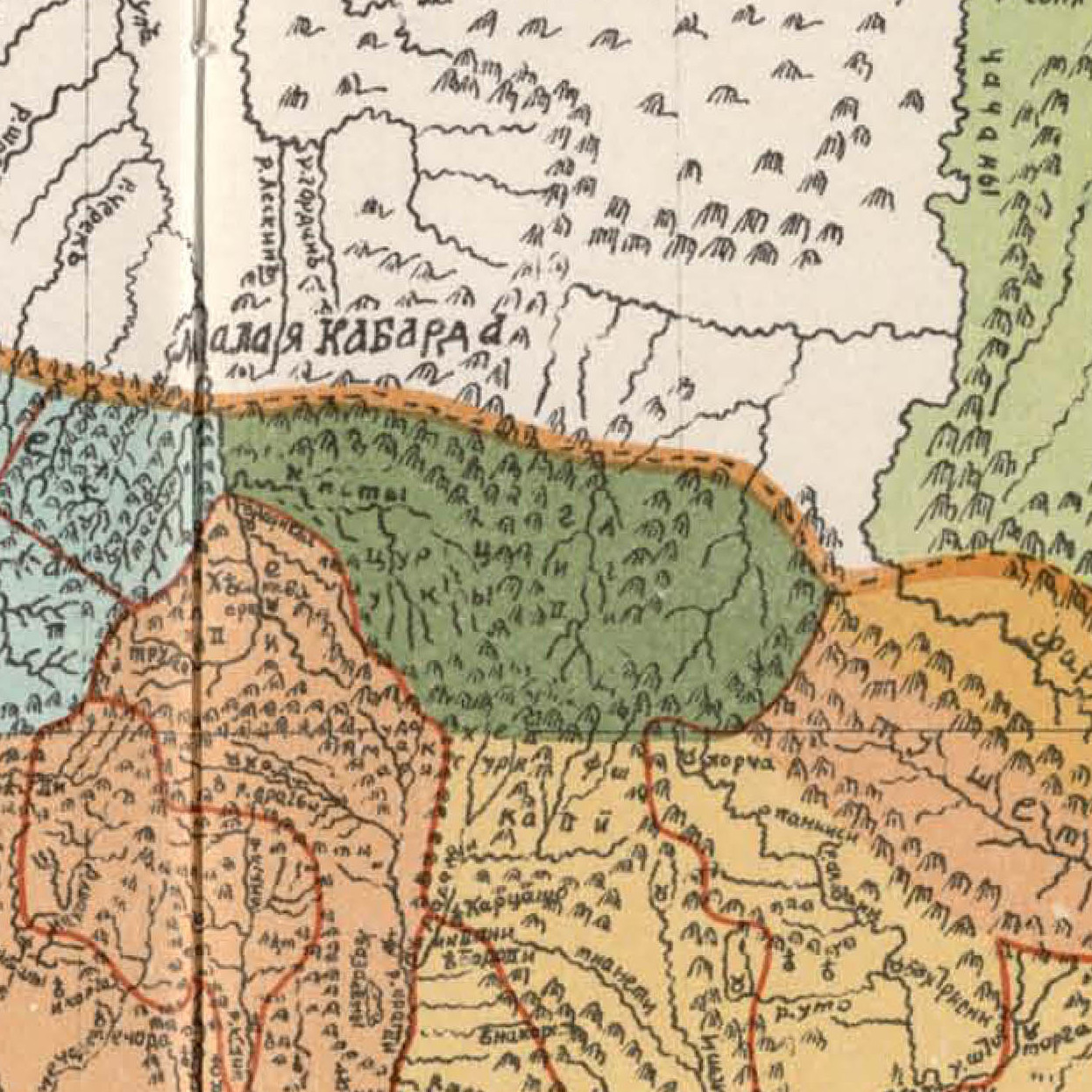
Кисты на карте Вахушти Багратиони, 1740 г.

### XVIII—XIX века
И. А. Гюльденштедт разделял кистин на следующие округа: Округ (Качилик) Ендре и Яхсай; Округ Ахкингурт; Округ Ардахл; Округ Вапи; Округ Ангушт; Округ Шалха (Малый Ангушт); Округ Чечен; Округ Атахи; Округ Кулга, или Дганти; Округ Галгаи; Округ Дшанти; Округ Чабрилло; Округ Шабет; Округ Чишрикакер; Округ Карабулак; Округ Меести; Округ Мереджи; Округ Галашка; Округ Дубан. 

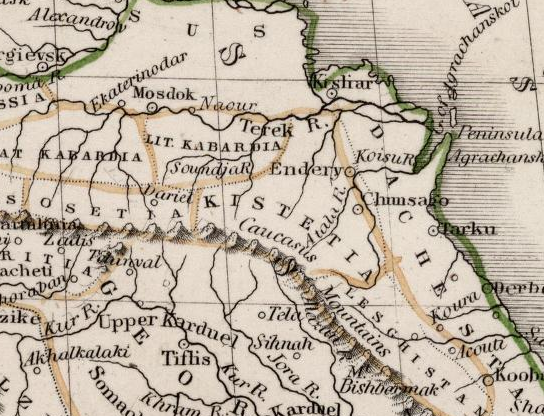
Кистетия на карте 1787 года, составленная по сведениям И. Гюльденштедта

В 1795 году при описании народов населявших Россию, Кисты упоминаются следующим образом:
Кистенцы, или Кисты, к кистенцам, которые разделяются на разные урочища из коих известно существуют: Чеченцы, Ингушевцы и Карабулаки, они живут, по реке Сунже, и в средних горах Кавказких.
Историк Кавказа С. М. Броневский описал границы кистинских земель так:

Кистинские земли простираются от правого, или восточного, берега Терека, лежащего супротив осетинцев, до левого берега Аксая, по северному скату Кавказа, занимая от юга к северу часть высоких шиферных гор у подошвы снежного хребта, часть известкового хребта, наконец, передовые горы даже до предгорий и до холмистых долин. Граничат к северо- западу с Малой Кабардой, отделяемой Сунжей, и с малой частью Кизлярского уезда, отделяемого Тереком; к западу с Осетией, к югу с высоким снежным хребтом; к востоку с Лезгистаном и с аксаевскими кумыками.

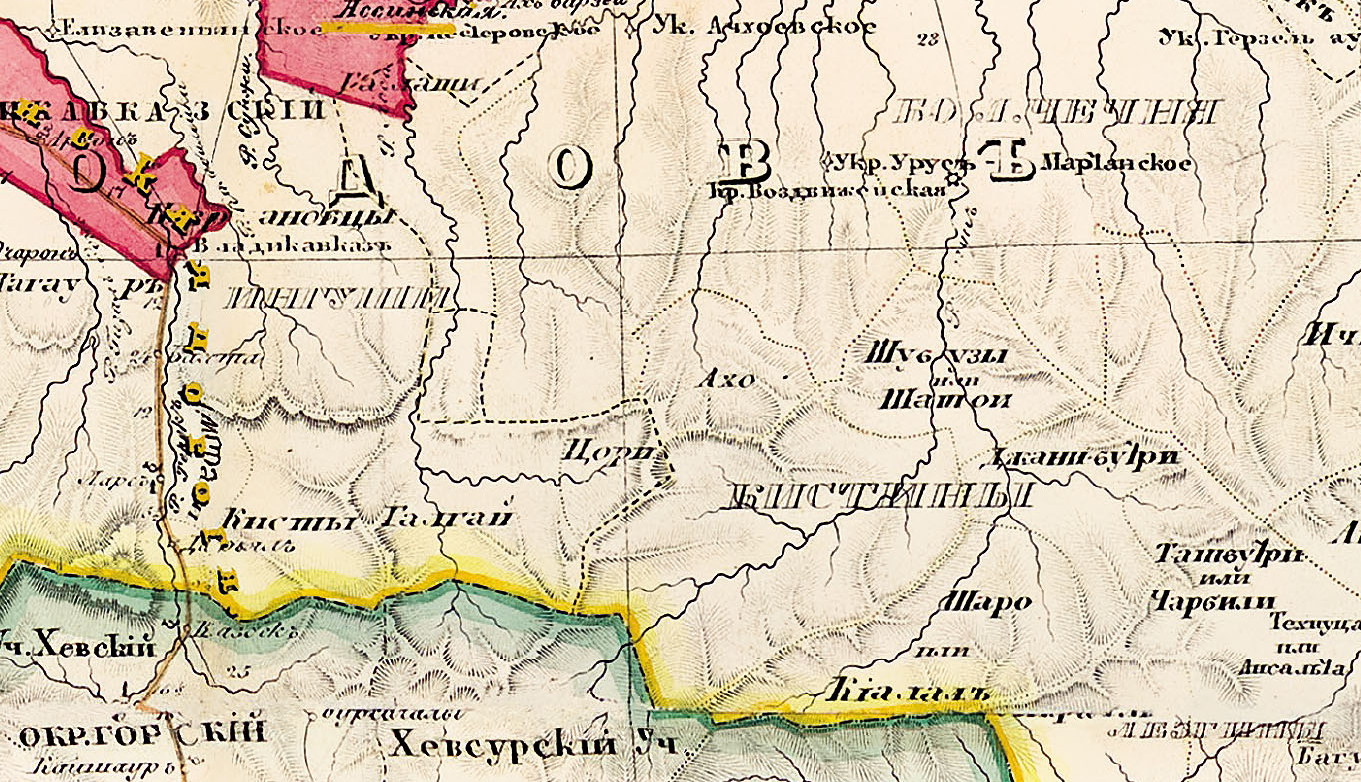
Ближние и дальние кистины (карта 1858 года)

В 1830-х годах ближних кистинцев насчитывалось 2071 человек (380 семейств). В 1859 году численность дальних кистин (чеченцев) насчитывала около 18000; ближних кистин (ингушей) — около 1300. 

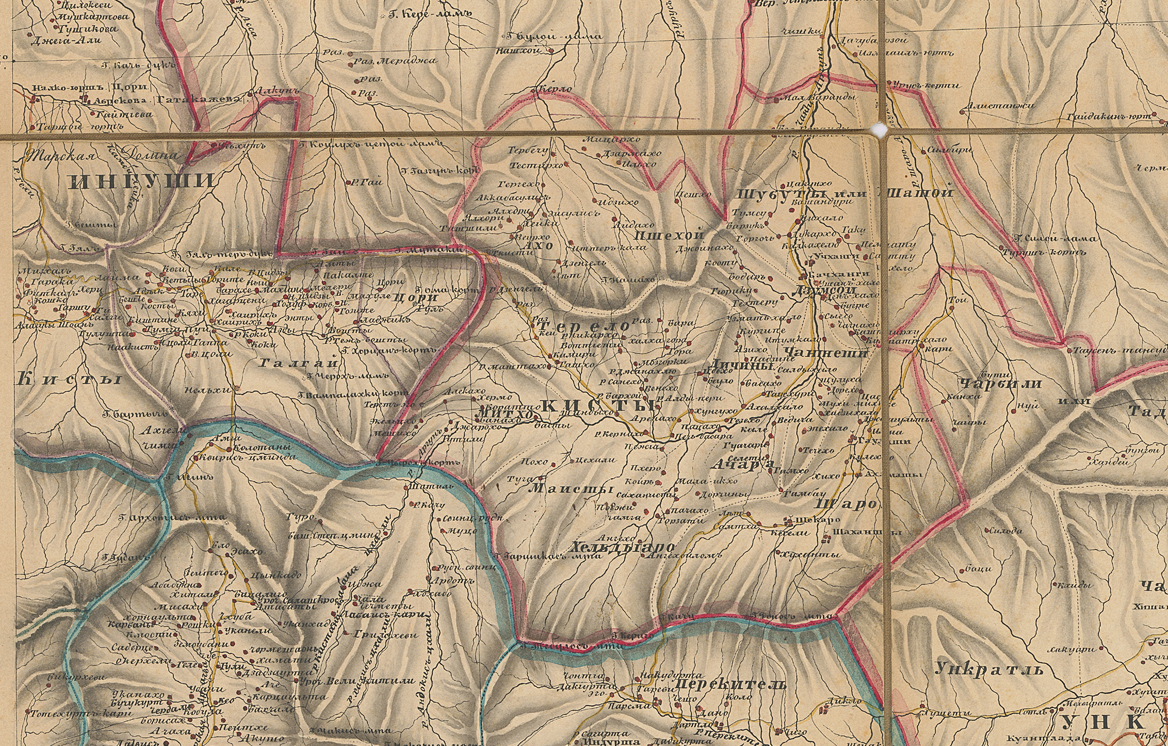
Южная часть Чечни. Военно-топографическая карта Кавказского края, 1847 год

## Фяппинцы или вяппинцы

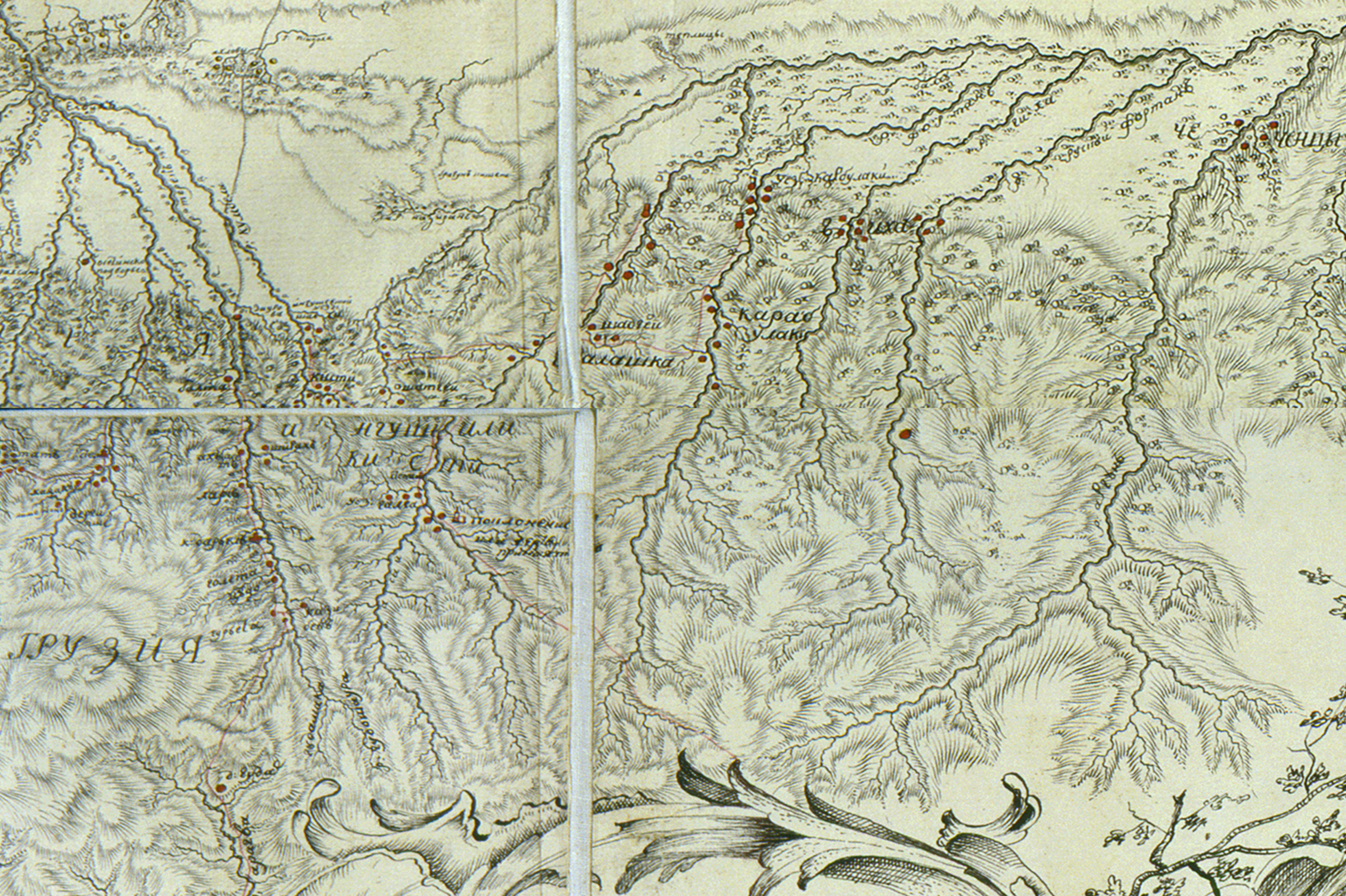
Ингуши или кисты, на карте Л. Штедера 1782 г.

Историческая область, где обитали «кисты» называлась «Кистетия», а также «Кистия» или «Кистиния». Грузинский царевич, историк и географ XVIII века Вахушти Багратиони произвольно локализует её по ущелью реки Армхи (историческая «Кистинка»), то есть в горной Ингушетии.
Граничили на западе с джейраховцами, на востоке с галгаевцами, на юге с Грузией, на севере границы выходили к Тарской долине. Кистинское общество также синонимично называлось «Фяппинским», по названию его составной этнотерриториальной группы — фяппинцев (ингуш. фаьппий), а позднее, во 2-й половине XIX века, стало называться «Мецхальским», по названию селения Мецхал, куда был перенесена канцелярия общества.

## Гидроним
- Армхи ― река в Джейрахском районе Ингушетии
- Кистинка — река в Казбегском муниципалитете края Мцхета-Мтианети Грузии